# Толон (Чакырский наслег)
Толон (якут. Толоон) — село в Чурапчинском улусе Якутии. Административный центр и единственный населённый пункт в Чакырском наслеге.

## География
Посёлок находится в таёжной зоне. Расположен в 60 км к юго-западу от улусного центра Чурапчи. Расположен на левом берегу реки Татты.

## Экономика и инфраструктура
В селе был участок совхоза имени Эрилика Эристин. В Толоне развито мясо-молочное скотоводство, коневодство. Имеются Центр досуга, средняя школа, Дом Культуры, ФАП. Из производственных предприятий наиболее значимыми являются цех по разливу газированной воды, пекарня, цех по производству молока.
Электроснабжение обеспечивается ЛЭП, идущей из Якутска. Котельное хозяйство работает в основном на угле. Население на 100 % обеспечивает свои запросы в производстве теплоэнергии за счёт дров.

## Население
| 2002 | 2010 | 2012 | 2013 | 2014 | 2015 | 2016 |
| ---- | ---- | ---- | ---- | ---- | ---- | ---- |
| 559  | ↗598 | ↘596 | ↗598 | ↘587 | ↗599 | ↘592 |
| 2017 | 2018 | 2019 | 2020 | 2021 |      |      |
| ↗593 | →593 | ↘575 | ↗577 | →577 |      |      |

## Ссылка
- sakha.gov.ru — официальный сайт информационного портала Республики Саха (Якутия)